# Оук-Гілл (Огайо)
Оук-Гілл (англ. Oak Hill) — селище (англ. village) в США, в окрузі Джексон штату Огайо. Населення — 1407 осіб (2020).

## Географія
Оук-Гілл розташований за координатами 38°53′46″ пн. ш. 82°34′9″ зх. д. / 38.89611° пн. ш. 82.56917° зх. д. (38.896199, -82.569100).  За даними Бюро перепису населення США в 2010 році селище мало площу 2,96 км², уся площа — суходіл.

## Демографія
Згідно з переписом 2010 року, у селищі мешкала 1551 особа в 624 домогосподарствах у складі 386 родин. Густота населення становила 525 осіб/км².  Було 687 помешкань (232/км²).
Расовий склад населення:
| - 97,5 % — білих - 0,5 % — чорних або афроамериканців - 0,3 % — азіатів - 0,2 % — корінних американців |

До двох чи більше рас належало 1,6 %. Частка іспаномовних становила 0,3 % від усіх жителів.
За віковим діапазоном населення розподілялося таким чином: 25,2 % — особи молодші 18 років, 59,8 % — особи у віці 18—64 років, 15,0 % — особи у віці 65 років та старші. Медіана віку мешканця становила 36,3 року. На 100 осіб жіночої статі у селищі припадало 90,8 чоловіків;  на 100 жінок у віці від 18 років та старших — 85,6 чоловіків також старших 18 років.
Середній дохід на одне домашнє господарство  становив 39 185 доларів США (медіана — 29 963), а середній дохід на одну сім'ю — 47 752 долари (медіана — 38 971). Медіана доходів становила 33 650 доларів для чоловіків та 30 536 доларів для жінок. За межею бідності перебувало 34,2 % осіб, у тому числі 54,7 % дітей у віці до 18 років та 14,7 % осіб у віці 65 років та старших.
Цивільне працевлаштоване населення становило 594 особи. Основні галузі зайнятості: освіта, охорона здоров'я та соціальна допомога — 28,8 %, виробництво — 15,8 %, роздрібна торгівля — 14,5 %, мистецтво, розваги та відпочинок — 14,0 %.